# Борис Копчев
Борис Диков Копчев (Митьо) е деец на БРП (к).
Участник в комунистическото съпротивително движение по време на Втората световна война. Български партизанин от Горнооряховски партизански отряд. Командир на Осма Горнооряховска въстаническа оперативна зона на Народоосвободителна въстаническа армия (НОВА). Участник във войната срещу Германия. Български офицер, генерал-лейтенант.

## Биография
Борис Копчев е роден на 25 септември 1906 г. в Свищов. След завършване на основно образование работи в жп работилница в София (1922 – 1926). Участва в икономическите протести на транспортните работници. От 1923 г. е член на РМС, а от 1925 г. е секретар на първи район на РМС в София и член на ОК на РМС. Получава за политическа си дейност задочна присъда от 3,5 г. по ЗЗД през 1926 г. По поръчение на РМС емигрира в Югославия през октомври 1926 г. Арестуван и разпитван от югославската полиция, а след това освободен. През 1927 г. работи като каменар в Югославия, а след това е огняр във фабрика в Нови Сад.
Емигрира в СССР през октомври 1927. Завършва Комунистическия университет за малцинства от Запада. Приет е за член на Централната младежка емигрантска организация (1928), на БКП и ВКП (б) (1929). В Москва участва във вътрешните борби на БКП, като е на страната на т.нар. левосектанти на Петър Искров.
В България се завръща през 1930 г. и става член на ЦК на РМС (организационен секретар) и политически секретар на БКМС. При провал е арестуван и наново осъден по ЗЗД на 12,5 години. Лежи в затвора между 1931 и 1940 г. Освободен след помилване. Между март и май 1940 г. работи в метална фабрика „Трендафилов“.

### Съпротивително движение
От май до октомври 1940 г. е въдворяван в лагерите Рибарица и Беклемето, като излиза след закриването на последния. През ноември 1940 г. започва работа в метална фабрика „Глобус“, а след това във фабрика „Инж. Ангелов“. През март 1941 г. е въдворен в  лагера Еникьой. Въпреки силната охрана заедно с Антон Югов успява да избяга, а войниците проявяват хуманност и не ги застрелват при бягството.
Участва в Съпротивителното движение по време на Втората световна война. Организатор на движението в Горноряховски, Габровски и Ловешки район. Партизанин в Горнооряховския партизански отряд. Участва в престрелката с полицейско и армейско подразделение на 23 май 1943 г. при местността „Сливешки ливади“ край Ловеч, в която загива Христо Кърпачев. Командир на Осма Горнооряховска въстаническа оперативна зона на НОВА (1943 – 1944).

### Военен деец
Участва във войната срещу Германия като помощник-командир на IV – а Българска армия (1944 – 1945) и втора българска армия (март 1945-септември 1946). Между септември 1946 и май 1947 г. е командир на втора пехотна тракийска дивизия. Учи и завършва академията на Генералния щаб на въоръжените сили на Съветския съюз (1947 – 1949). През 1949 г. е отзован от Военната академия за нарушение на военната дисциплина и уволнен от армията по дисциплинарен ред. След това е назначен за директор на индустриално предприятие. През януари 1950 година е отстранен от Централния комитет на БКП по време на кампанията срещу Трайчо Костов, обвинен, че е нарушавал секретността при обучението си в Москва. След това е върнат отново на работа във войската. Между август 1950 и октомври 1951 г. е началник на Висшия академичен курс при Военната академия в София. Началник на Военно-техническата академия в София (1951 – 1953).. От 1951 г. е командир на Приморския корпус, дислоциран в Долни чифлик. Началник на тила и снабдяването на Българската народна армия (1954 – 1956). Военно звание генерал-лейтенант.
На Априлския пленум на ЦК на БКП (1956) рязко се противопоставя на Тодор Живков. След пленума остро атакува работата на ДС, целите и методите при създаването на ТКЗС. Снет е от всички постове и понижен в звание полковник.
Народен представител от Бургаски избирателен район и член на комисията по опазване на околната среда. Награден със званието „Герой на социалистически труд“ и Орден „Георги Димитров“ (1981).
Генерал-лейтенант Борис Копчев умира след продължително боледуване на 21 май 1989 г.